# Roger Foulon
Roger Foulon (Thuin, 3 de agosto de 1923-Thuin, 23 de febrero de 2008) fue un escritor belga en lengua francesa, autor de más de 120 títulos de diversos géneros. Desde 1999 es miembro de l'Académie royale de langue et de littérature françaises de Belgique.

## Obra
- L'espérance abolie (La esperanza abolida),  1976.
- Un été dans la fagne (Verano en el pantano),  1980. Prix Georges Garnir.
- Vipères (Vísperas), 1981.
- Barrages(Barreras), 1982.
- Déluge(Diluvio), 1984.
- Naissance du monde(Nacimiento del mundo), 1986.
- Les tridents de la colère (Los tridentes de la cólera),  1991.
- L'homme à la tête étoilée (El hombre de la cabeza estrellada),  1995.

- Datos: Q561741